# Medijci
Ovaj članak govori o medijskom narodu, za članak o njihovoj državi vidi: Medijsko Carstvo
Medijci su stari iranski narod srodan Perzijancima koji se na područje Medije što se prostirala između Kaspijskog mora i Mezopotamije nastanio u 2. tisućljeću pr. Kr. Ovaj kraj danas pripada suvremenom Iranu, Iraku i Turskoj.
Njihovo ime prvi puta spominje se u asirskim natpisima 836. prije Krista. U VIII. stoljeću prije Krista sastoji se od nekoliko manjih kneževina, a njihova plemena ujedinit će vladar Dejok (Δηιόκης; Dayukku od 728. do 675.  pr. Krista)) i postat prvi vladar Medije. Naslijedit će ga njegov sin Fraort (675. – 653. pr. Krista) koji ulazi u anti-asirsku koaliciju s Kimerijcima i kroz čiji će se period (možda) oslobodit asirske vlasti. On je međutim u napadu poražen a i sam je poginuo. Povijest spominje i Fraorta uzurpatora koji je vladao kraće vrijeme a pogubljen je u Ekbatani. Do 625. godine izgleda da je Medija bila pod skitskom invazijom, i to od 653. do 625. kada njome vlada Madije Skitski. 
Posljednja dva vladara su Kijaksar (Κυαξαρης; 625. – 585. prije Krista), fraortov sin koji će proširiti teritorij Medije i Astijag. Kijaksar je imao kćer ili unuku koja se zvala Amitis a postala je ženom Nabukodonosora II. kojoj je ovaj izgradio Viseće vrtove Babilona. Kijaksar je modernizirao svoju vojsku i uništio Ninivu 612. prije Krista. Naslijedio ga je njegov sin, posljednji medijski kralj, Astijag, kojega je detronizirao (srušio s vlasti) njegov unuk Kir Veliki. Zemljom su zavladali Perzijanci.

## Medijska plemena
- Busae, dolazi od perzijskog buza. Njihovo pravo ime je nepoznato
- Paraetaceni, nomadskli narod
- Strukhat
- Arizanti, od Arya (plemići), i Zantu (pleme, klan).
- Budii, pleme među crnomorskim Skitima
- Magi, njihov jezik Sumerani su nazivali emegir.

## Vanjske poveznice
- History of the Medes  Arhivirana inačica izvorne stranice od 13. svibnja 2011. (Wayback Machine)